# Liolaemus tenuis

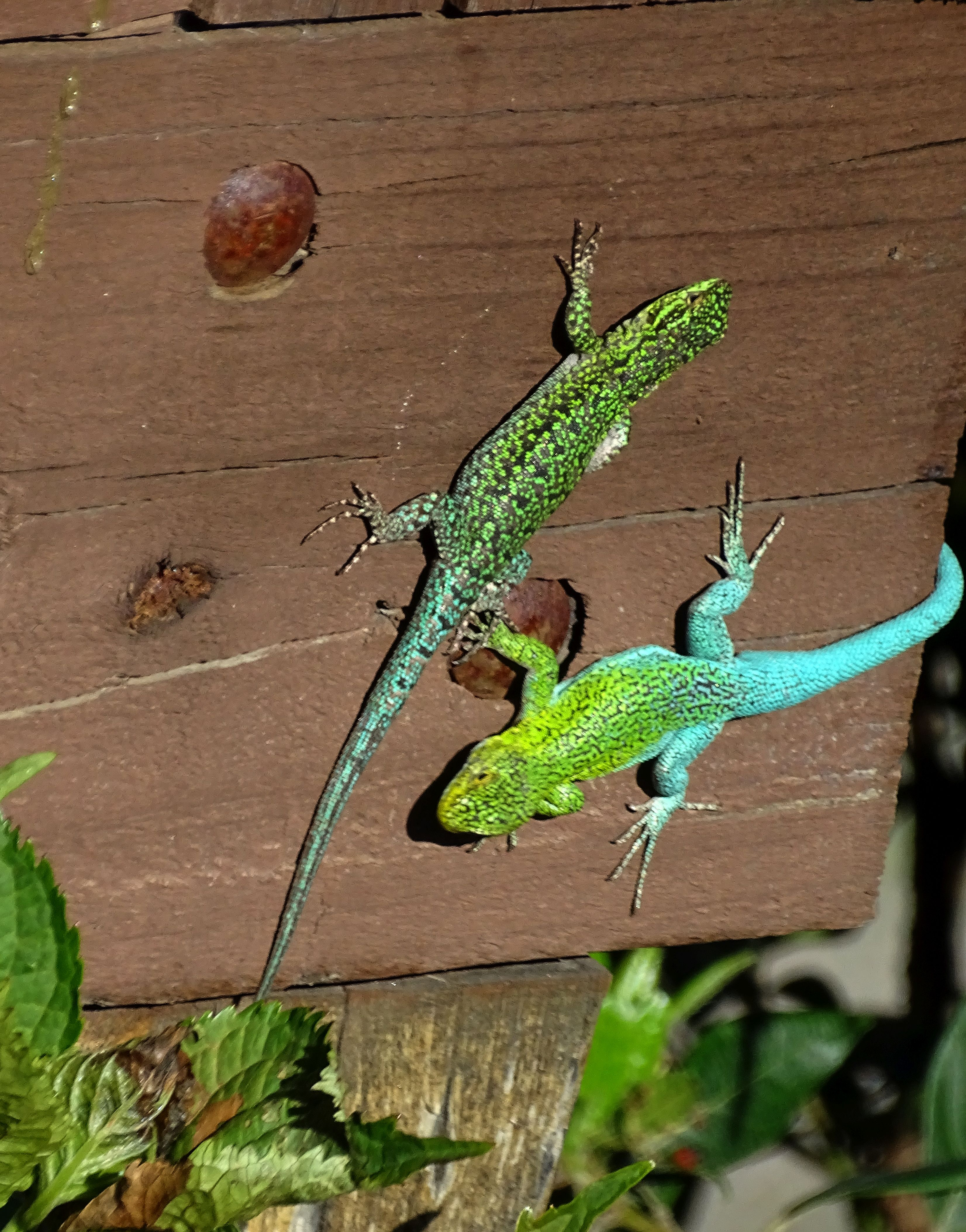
Liolaemus tenuis macho y hembra, Antuco, Chile.

La lagartija esbelta o tenue (Liolaemus tenuis) corresponde a un pequeño lagarto perteneciente a la familia Liolaemidae, de amplia distribución en Chile.

## Descripción

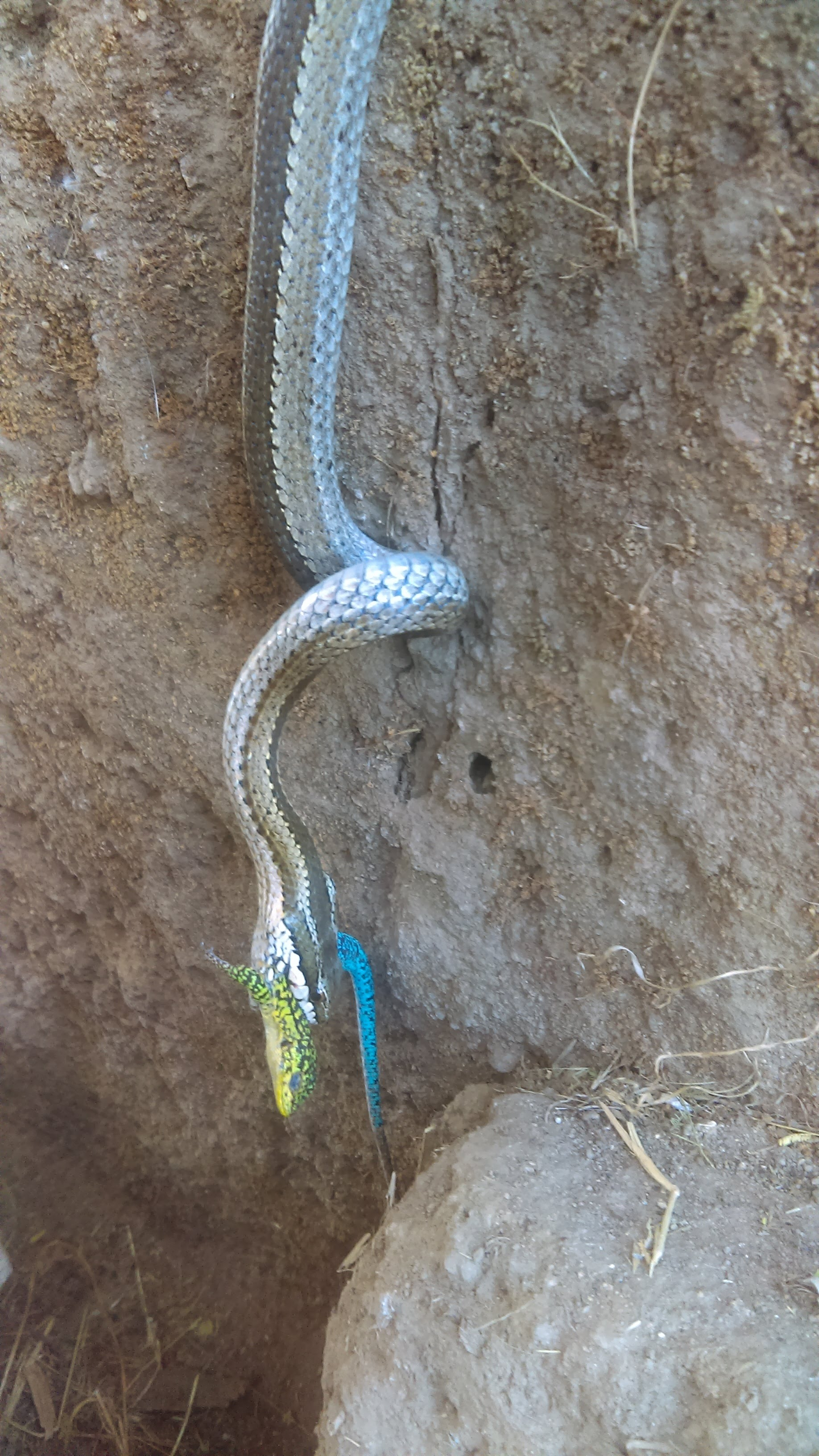
Una lagartija esbelta (o tenue) siendo comida por una culebra cola larga (Philodryas chamissonis).

Mide alrededor de 14 cm (las hembras unos 12 cm), de los cuales sólo 6 cm corresponden al largo del cuerpo (del hocico a la abertura cloacal). Posee escamas dorsales de tamaño pequeño, redondeadas e imbricadas. Presenta un visible dimorfismo sexual; El macho, el cual es muy territorial, posee una coloración base dorsal verde oscura, la cual contiene vivas e intensas máculas amarillo-verdosas en la zona anterior del dorso, y manchas azules, celestes y turquesas en el área posterior. La hembra posee una cabeza más pequeña que el macho y una coloración bastante más apagada. Es de coloración grisácea, con escamas verde-amarillentas y celestes distribuidas aleatoriamente, y pequeñas barras transversales negras separadas a lo largo de la línea vertebral.
Cuando ven el peligro en frente de sus ojos o simplemente quieren buscar a su pareja  mueven la cabeza de arriba abajo en señal de llamada. Cuando se ven totalmente amenazadas esta desprende su cola en forma de distractor. La cola le vuelve a crecer pero no completamente.

## Hábitat y distribución
Suele habitar entre arbustos y vegetación, pero cada pareja se "apodera" de un árbol alto por el que trepan y defienden de otros individuos de su especie, el macho es francamente territorial. En Chile habita desde la Región de Coquimbo a Región de Los Lagos. De los reptiles chilenos, la lagartija esbelta es una de las dos especies posible de encontrar también en los sectores urbanos en donde el humano ha modificado totalmente el ambiente que le rodea. Por ello es frecuente de verlas desplazarse en troncos de árboles ornamentales o bien en las paredes que separan las propiedades urbanas, en donde generalmente son presa fácil de los gatos.
De comportamiento territorial en ambientes naturales, son los machos los que protegen su sector exclusivo lo que es dable al observarlas con más detenimiento. Rápidamente reaccionan ante la presencia de un macho intruso que pudiera arrebatarle los favores de la hembra bajo su “protección”.

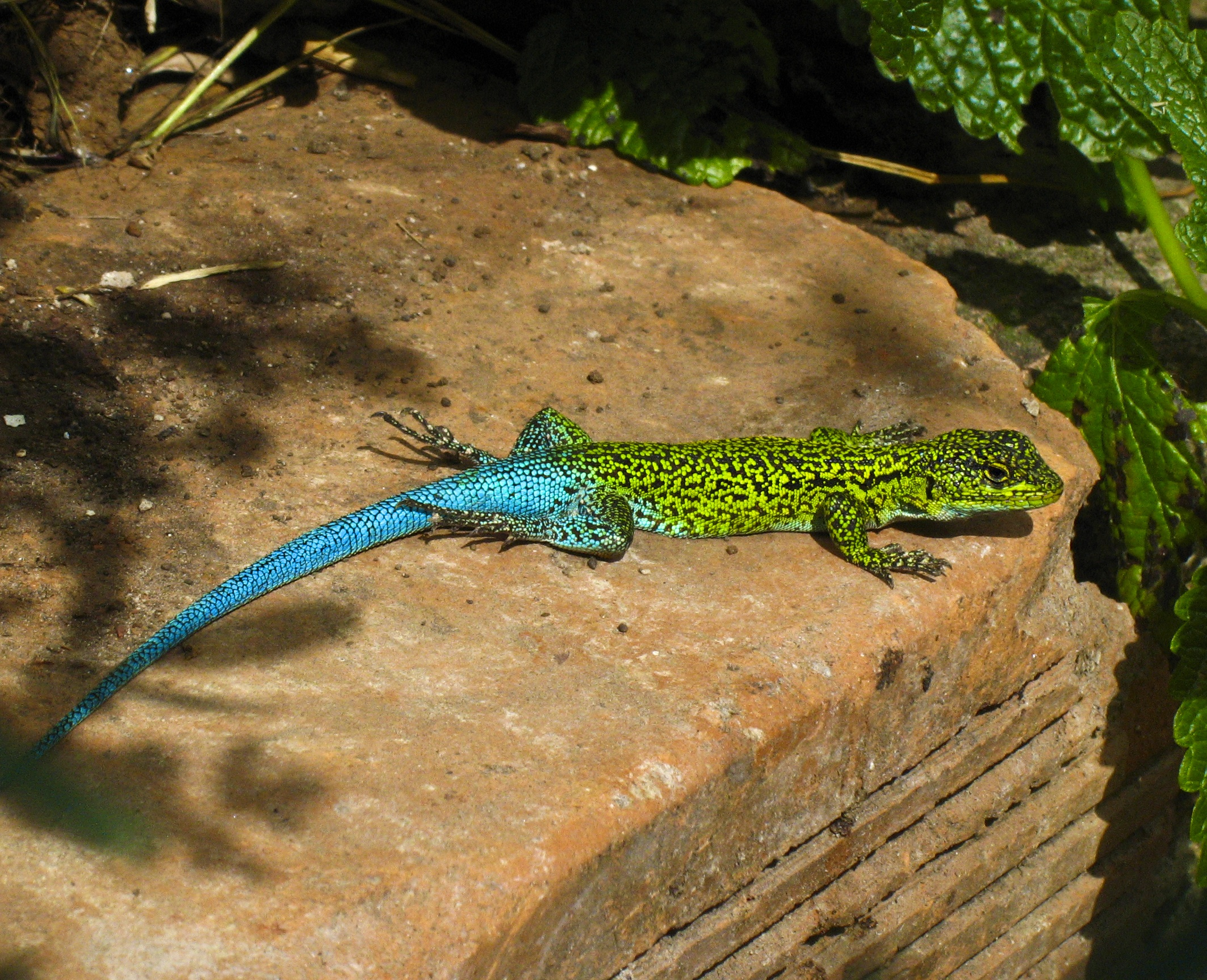
Macho tomando sol en un ladrillo.

## Reproducción
Se reproduce por huevos que la hembra deposita en lugares protegidos y cálidos muchas veces hacen hoyos en la arena donde depositan los huevos y al igual que muchos reptiles al nacer, las nuevas crías no tienen cuidado de los progenitores en su desarrollo  y tienen que valerse por sí mismas.
El macho posee un harén de hembras que varía en número en proporción al tamaño del árbol. Colocan de 1 a 5 huevos, varias veces al año.

## Alimentación
Se alimentan de todo tipo de insectos especialmente de escarabajos tenebrios, polillas, moscas, etc. 
A esta especie se le ha visto comer a crías de otras especies de lagartijas aledañas a su territorio.

## Subespecies
El año 2005 los herpetólogos Herman Núñez y Daniel Pincheira-Donoso describieron una subespecie, y la bautizaron Liolaemus tenuis codoceae en honor a la herpetologa chilena María Codoceo Rojas.

## Páginas externas
- Profesorenlinea.cl: Lagartija
- Silvestreschile: Liolaemus tenuis

- Datos: Q797007
- Multimedia: Liolaemus tenuis / Q797007
- Especies: Liolaemus tenuis